# Ugovor o prevozu robe morem
 Ugovor o prevozu robe morem je takav pravni posao u kome se jedna ugovorna strana (brodar) obavezuje da izvrši prevoz određene robe ili prevoz određenim brodom na određenoj prevoznoj relaciji, a druga strana (naručilac) prevoza obavezuje se da na to plati određenu vozarinu. Ugovor o prevozu robe morem zakljkučen je kad kad su se ugovorne strane sporazumele o njegovim bitnim elementima. Reč je o neformalnom ugovoru, koji se potvrđuje izdavanjem konosmana ili druge prevozne isprave.

## Bitni elementi ugovora
Po prirodi sameg posla bitni elementi ugovora su: konkretan predmet ugovora, prevozna relacija i vozarina. Posto je vozarina odrediva, ona se moze odrediti I na neki drugi uobičajen način, sem u ugovoru, najčešće na osnovu tarife.
Predmet ugovora može biti: stvar, brod ili vreme.

## Izvori prava
Najznačajniji izvor je Briselska konvencija o teretnici 1924. god. Tu su još Hamburška pravila iz 1978. god. i Konvencija o ograničenoj odgovornosti za pomorska porraživanja iz 1976. god. U srpskom pravnom sistemu donet je Zakon o pomorskoj i unutrašnjoj plovodbi 1998. godine (SL. List br. 12/1998, 44/1999, 73/2000). U izvore spadaju i lučke uzanse i poslovni običaji.

## Ugovorne strane i druga lica
Ugovor zaključuju brodar (nosilac plovidbenog poduhvata i držalac broda) i naručilac prevoza. Pored ugovornih strana mogu se pojaviti i druga lica:krcatelj(lice koje koje u ime i za račun naručioca prevoza predaje robu brodaru), lučki slagač (lice koje vrši utovar robe), pomorski agent ( ugovorni zastupnik stranaka), primalac robe (ovlašćeno lice za prijem robe od brodara).

## Vrste ugovora
- Vozarski ugovor: Ovaj ugovor zaključuju brodar, koji se obavezuje da će na unapred utvtđenoj liniji izvršiti prevoz robe i naručilac, koji se obavezuje da će brodaru za to platiti vozarinu.
- Brodarski ugovor: Sličan je ugovoru o zakupu broda. Brodar se obavezuje da stavi na raspolaganje u smislu korišćenja, tačno određen brod ili jedan njegov deo, da bi naručilac prevezao robu i za to platio vozarinu. Može biti Brodarski ugovor na vreme i Brodarski ugovor na putovanje. ).[2]

## Sadržina ugovora
- Obaveze brodara:
  - Postavljanje broda za ukrcavanje;
  - Obaveza ukrcaja tereta;
  - Izdavanje prevoznih isprava;
  - Obaveza prevoza ukrcane robe;
  - Obaveza čuvanja ukrcane robe;
  - Obaveza postupanja po nalozima naručioca robe;
  - Obaveza iskrcaja I predaja tereta...

- Obaveze korisnika prevoza:
  - Plaćanje vozarine;
  - Plaćanje određenih troškova.

## Odgovornost i oslobađanje od odgovornosti brodara
Brodar odgovara za oštećenja, za manjak i za gubitak tereta od trenutka prijema robe na prevoz do njene isporuke. Brodar odgovara i za zakašnjenje, tj. za prekoračenje ugovoreniog roka prevoza. Brodar svakako odgovara za pričinjenu štetu koju je uzrokovao lično, namerno ili krajnjom nepažnjom. Brodar odgovara za štetu nastalu usled požara, ako je požar izazvao ličnom radnjom, ili propuštanjem onih radnji koje su bile neophodne. Brodar odgovara i za štetu koja je nastala u postupanju sa teretom od strane zapovednika broda i posade. 
Brodar se oslobađa od odgovornosti, ako dokaže da se šteta nije mogla sprečiti ili se nije mogao otkloniti uzrok štete. On neće odgovarati i u slučaju da dokaže da je uzrok štete krivica krcatelja, trećeg lica, više sile ili unutrašnjih svojstva tereta. Brodar ne odgovara ni u slučaju više sile, pomorske nezgode, ratnih događaja, međunarodnih zločina na moru, nemira i pobune, nedovoljnog pakovanja ili nejasnih ili nedovoljno trajnih oznaka na teretu.